# Sarcophaga limela
Sarcophaga limela är en tvåvingeart som beskrevs av Andy Z. Lehrer 1992. Sarcophaga limela ingår i släktet Sarcophaga och familjen köttflugor.
Artens utbredningsområde är Kenya. Inga underarter finns listade i Catalogue of Life.